# Indol
Indol (2,3-Benzopyrrol, C8H7N) er en aromatisk heterosyklisk organisk forbindelse. Stoffet har en bicyklisk struktur og består af en benzenring med seks medlemmer, der er sammensmeltet med en nitrogenholdig pyrrolring med fem medlemmer.
Indol er i fast form ved stuetemperatur. Det forekommer naturligt i bl.a. menneskelig afføring og har en intens fækal lugt. I meget svage koncentrationer har stoffet imidlertid en duft af blomster, og stoffet indgår i mange blomsterdufte og parfumer.